# سيليست باربر
سيليست باربر (بالإنجليزية: Celeste Barber)‏ هي ممثلة أسترالية، ولدت في 6 مايو 1982 في أستراليا.

## وصلات خارجية
- سيليست باربر على موقع IMDb (الإنجليزية)
- سيليست باربر على موقع قاعدة بيانات الفيلم (الإنجليزية)